# Sho Endo
Sho Endo (Japans: 遠藤 尚, Endō Shō) (Inawashiro (District Yama), 4 juli 1990) is een Japanse freestyleskiër. Hij vertegenwoordigde zijn vaderland op de Olympische Winterspelen 2010 in Vancouver, op de Olympische Winterspelen 2014 in Sotsji en op de Olympische Winterspelen 2018 in Pyeongchang.

## Carrière
Endo maakte zijn wereldbekerdebuut in december 2007 in Tignes. In januari 2008 scoorde hij in Mont Gabriel zijn eerste wereldbekerpunt. In december 2009 behaalde de Japanner in Suomu zijn eerste toptienklassering in een wereldbekerwedstrijd. Tijdens de Olympische Winterspelen van 2010 in Vancouver eindigde Endo als zevende op het onderdeel moguls.
Op de wereldkampioenschappen freestyleskiën 2011 in Deer Valley eindigde hij als 21e op het onderdeel moguls en als 28e op het onderdeel dual moguls. In maart 2012 stond de Japanner in Åre voor de eerste maal in zijn carrière op het podium van een wereldbekerwedstrijd. In Voss nam Endo deel aan de wereldkampioenschappen freestyleskiën 2013. Op dit toernooi eindigde hij als vijfde op het onderdeel dual moguls en als twaalfde op het onderdeel moguls. Tijdens de Olympische Winterspelen van 2014 in Sotsji eindigde hij als vijftiende op het onderdeel moguls.
Op de wereldkampioenschappen freestyleskiën 2017 in de Spaanse Sierra Nevada eindigde de Japanner als 24e op het onderdeel dual moguls en als 28e op het onderdeel moguls. Tijdens de Olympische Winterspelen van 2018 in Pyeongchang eindigde Endo als tiende op het onderdeel moguls.

## Resultaten

### Olympische Spelen
| Jaar | Plaats      | Resultaten |
| ---- | ----------- | ---------- |
| 2010 | Vancouver   | 7e Moguls  |
| 2014 | Sotsji      | 15e Moguls |
| 2018 | Pyeongchang | 10e Moguls |

### Wereldkampioenschappen
| Jaar | Plaats        | Resultaten                 |
| ---- | ------------- | -------------------------- |
| 2011 | Deer Valley   | 28e Dual Moguls 21e Moguls |
| 2013 | Voss          | 5e Dual Moguls 12e Moguls  |
| 2017 | Sierra Nevada | 24e Dual Moguls 28e Moguls |

### Wereldbeker
Eindklasseringen
| Seizoen   | Algm | MO  |
| --------- | ---- | --- |
| 2007/2008 | 173e | 47e |
| 2008/2009 | 108e | 28e |
| 2009/2010 | 94e  | 33e |
| 2010/2011 | 62e  | 16e |
| 2011/2012 | 30e  | 8e  |
| 2012/2013 | 31e  | 6e  |
| 2013/2014 | 31e  | 7e  |
| 2014/2015 | 57e  | 15e |
| 2015/2016 | 69e  | 14e |
| 2016/2017 | 96e  | 18e |
| 2017/2018 | 22e  | 4e  |